# Heteropneustes
Heteropneustes é um género de peixe da família Heteropneustidae. 
Este género contém as seguintes espécies:
- Heteropneustes microps